# La máquina de los fantasmas (Torchwood)
"La Máquina de los fantasmas" (Ghost Machine) es un episodio  de la serie televisiva de ciencia ficción británica Torchwood. Es el tercer episodio  de la primera temporada, que fue estrenado el 29 de octubre de 2006.

## Argumento
Jack, Owen y Gwen persiguen a un hombre por las calles de Cardiff, mientras Toshiko traza su firma de energía alienígena a través de la red CCTV.  Gwen se separa del grupo, persiguiendo al sospechoso hasta una estación de tren, y consigue agarrar la chaqueta del hombre pero  este se suelta y huye.  Gwen descubre un dispositivo alienígena en el bolsillo de chaqueta, y cuándo  lo activa, se encuentra viendo un breve flash del pasado de un niño perdido que vaga por una estación de tren.  Gwen recuerda una etiqueta cosida a la ropa del niño y el equipo sigue el nombre hasta encontrar a un anciano en Cardiff que admite que durante las evacuaciones de la Segunda Guerra Mundial fue enviado a esta ciudad. El grupo determina con análisis posteriores que la nanotecnología del "dispositivo fantasma" deja ver a las personas momentos del pasado provocados por las emociones humanas fuertes, e intentan aprender cómo el sospechoso obtuvo dicha tecnología.
Determinan que el sospechoso es Sean  "Bernie" Harris, un ladronzuelo de Splott, y viajan allí para encontrarlo.  Sin éxito,  regresan a la estación de tren para probar el dispositivo otra vez cuándo Owen lo activa bajo un puente donde  presencia la violación y asesinato de una joven en los años 60 por un hombre llamado Ed Morgan.  Regresando al Hub, el equipo investiga el delito para confirmar lo que vio Owen y encuentran que a pesar de que Ed fue interrogado nunca se le acusó del delito. Owen insiste en intentar llevar a la justicia a Ed a pesar de que el caso se cerró hace mucho tiempo y comienza a seguir a Ed por su cuenta.